# Sử học kinh tế

Biểu đồ GDP thế giới, 1400–2003

Sử học kinh tế là nghiên cứu học thuật về các nền kinh tế hoặc các sự kiện kinh tế trong quá khứ. Nghiên cứu được thực hiện bằng cách sử dụng kết hợp các phương pháp lịch sử, phương pháp thống kê và áp dụng các lý thuyết kinh tế vào các tình huống và thiết chế xã hội. Lĩnh vực này có thể bao gồm nhiều chủ đề đa dạng, như sự bình đẳng, tài chính, công nghệ, lao động và kinh doanh. Nó nhấn mạnh việc lịch sử hóa bản thân nền kinh tế, phân tích nền kinh tế như một động lực và cố gắng cung cấp những hiểu biết sâu sắc về cách nó được tổ chức và hình thành.
Sử dụng các nghiên cứu định lượng và định tính, các nhà sử học kinh tế nhấn mạnh việc tìm hiểu bối cảnh lịch sử nơi các sự kiện kinh tế lớn diễn ra. Họ thường tập trung vào các động lực thể chế của các hệ thống sản xuất, lao động và vốn, cũng như tác động của nền kinh tế đối với xã hội, văn hóa và ngôn ngữ. Các học giả của lĩnh vực này có thể tiếp cận phân tích của họ từ quan điểm của các trường phái tư tưởng kinh tế khác nhau, chẳng hạn như kinh tế học chính thống, kinh tế học Marxian, trường phái kinh tế học Chicago và kinh tế học Keynes.
Sử học kinh tế có một số các phân ngành khác. Các phương pháp lịch sử thường được áp dụng rộng rãi trong lịch sử tài chính và kinh doanh, trùng lặp với các lĩnh vực lịch sử xã hội như lịch sử nhân khẩu học và lao động. Trong một chuyên ngành phụ gọi là sử học kinh tế mới hoặc khí tượng học, các nhà kinh tế học sử dụng các phương pháp định lượng (kinh tế lượng).Trong lịch sử của chủ nghĩa tư bản, các nhà sử học giải thích các vấn đề và quá trình sử học kinh tế theo quan điểm lịch sử.